# Anton Cadonau

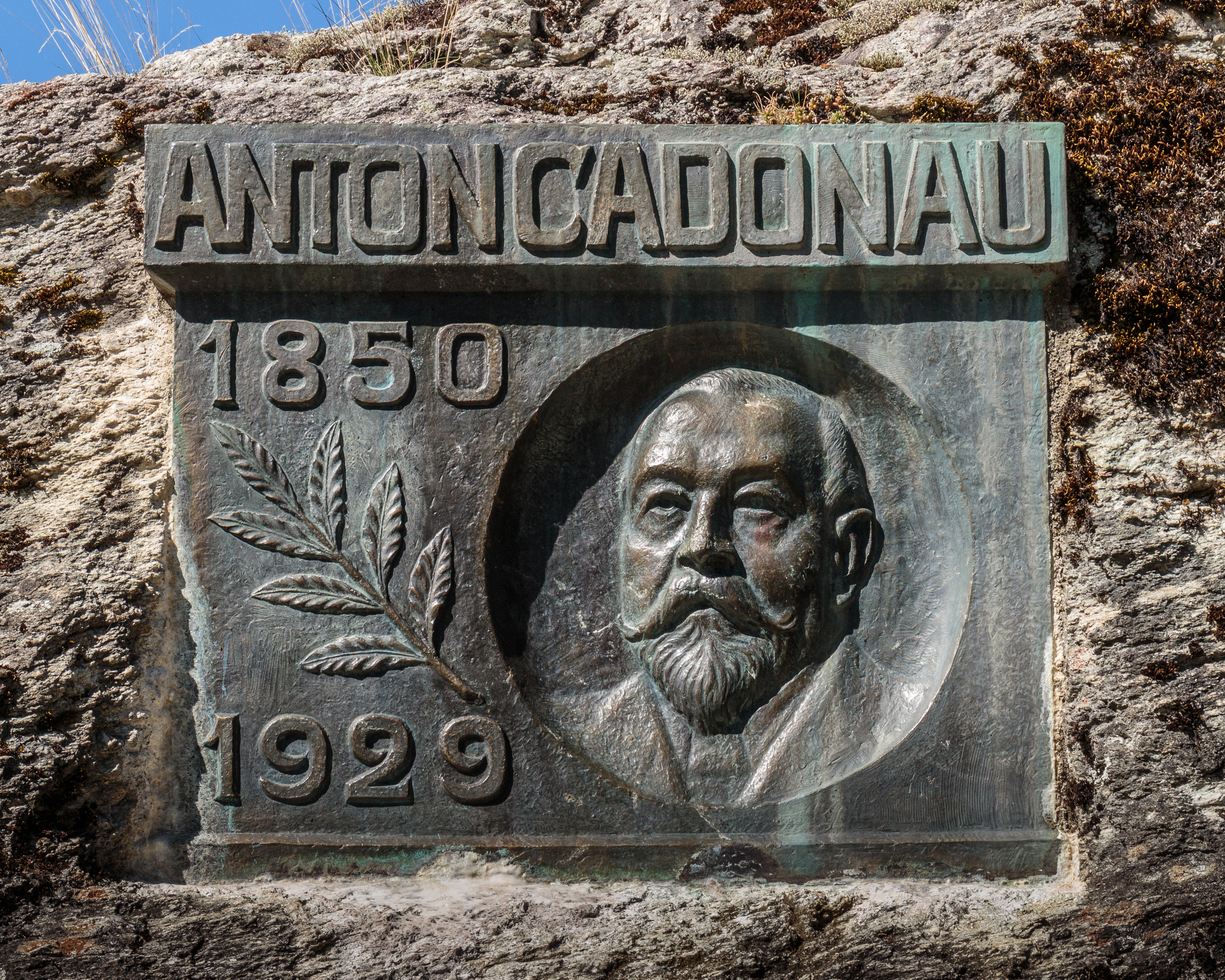
Gedenkstein mit Bronzetafel (Nahansicht)

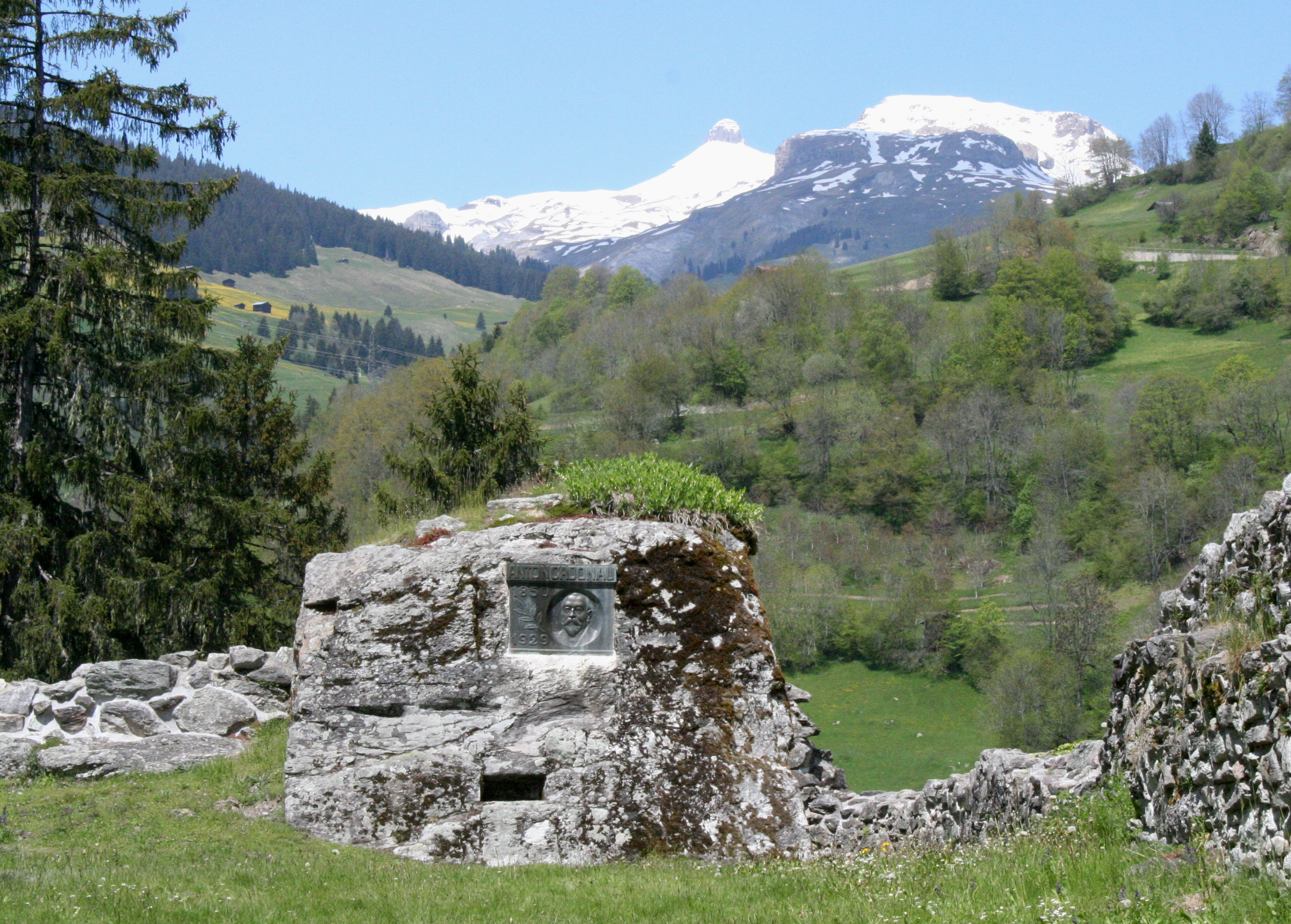
Gedenkstein mit Bronzetafel in der Nähe von Burg Jörgenberg

Anton Cadonau (* 14. Januar 1850 in Waltensburg/Vuorz; † 25. Februar 1929 in Ospedaletti) war ein Schweizer Kaufmann. 

## Leben
Cadonau besuchte von 1863 bis 1867 die merkantile Abteilung der Kantonsschule Chur und wurde von 1867 bis 1873 in Zürich und Lyon zum Kaufmann ausgebildet. Von 1873 bis 1883 war er als Vertreter eines Hamburger Kaufhauses in Singapur tätig, anschliessend war er direkt in Hamburg beschäftigt. Ab 1888 lebte er erneut in Singapur, diesmal zunächst als Prokurist und ab 1896 als Teilhaber des Schweizer Kolonialwaren-Grosshandels Fischer, Huber & Co. Als die Firma nach dem Tod Hubers aufgelöst wurde, leitete er ab 1900 von Paris aus seine eigene Exportfirma Cadonau & Co. Diese fusionierte 1906 mit der in Singapur und Zürich ansässigen Firma Diethelm & Co, die 2002 in der DKSH aufging. 
Cadonau war unverheiratet und hatte keine Kinder. Als er im Jahr 1929 starb, hinterliess er ein Vermögen von etwa 11 Millionen Franken, das er sozialen, kulturellen, kirchlichen und politischen Stiftungen der Schweiz und des Kantons Graubünden vermachte.  Der Fonds Anton Cadonau unterstützte unter anderen Pro Juventute und das Hilfswerk Kinder der Landstrasse. Mit Mitteln des Fonds konnte die Burg Jörgenberg für die Gemeinde Waltensburg erworben werden. Verschiedene Gedenktafeln in Waltensburg/Vuorz erinnern an ihn.